# SM UB-41
SM UB-41 – niemiecki jednokadłubowy okręt podwodny typu UB II zbudowany w stoczni Blohm & Voss (Werk 265) w Hamburgu w roku 1916. Zwodowany 6 maja 1916 roku, wszedł do służby w Kaiserliche Marine 25 sierpnia 1916 roku. W czasie swojej służby, SM UB-41 odbył 13 patroli, w czasie których zatopił 8 statków o łącznej pojemności 8387 BRT, uszkodził 2 o łącznej pojemności 641 BRT oraz zajął jeden jako pryz o wyporności 259 ton. Służbę rozpoczął w Flotylli II (U-boote des Marinekorps U-Flotille II).

## Budowa
Okręt SM UB-41 był dwudziestym pierwszym z typu UB II, który był następcą typu UB I. Był średnim jednokadłubowym okrętem przeznaczonym do działań przybrzeżnych, o prostej konstrukcji, długości 36,13 metra, wyporności w zanurzeniu 263 ton, zasięgu 8150 Mm przy prędkości 5 węzłów na powierzchni oraz 45 Mm przy prędkości 4 węzłów w zanurzeniu. W typie II poprawiono i zmodernizowano wiele rozwiązań, które były uważane za wadliwe w typie I. Zwiększono moc silników, pojedynczy wał zastąpiono dwoma.

## Służba
25 sierpnia 1916 roku (w dniu przyjęcia okrętu do służby) dowódcą jednostki został mianowany porucznik marynarki (niem. Oberleutnant zur See) Friedrich Karl Sichart von Sichartshofen. Na stanowisku okrętu pozostawał do 20 marca 1917 roku. W czasie jego służby UB-41 odniósł dwa zwycięstwa. 21 listopada 1916 roku w okolicach Blyth okręt zatrzymał i zajął jako pryz norweską jednostkę „Thyholmen” o pojemności 259 BRT. Zbudowany w 1913 roku czteromasztowy szkuner płynął z ładunkiem szalunków górniczych z Holmestrand do West Hartlepool. 18 stycznia 1917 roku na pozycji (56°21′N 0°21′E/56,350000 0,350000) UB-41 uszkodził brytyjski trawler „Cetus” o pojemności 139 BRT.
21 marca 1917 roku dowódcą okrętu został porucznik Günther Krause. 19 kwietnia 1917 roku około 2,5 mili na północny wschód od Whitby UB-41 zatopił pierwszy statek. Był to norweski parowiec „Ellida” o pojemności 1124 BRT. Ten zbudowany w 1901 roku statek płynął pod balastem z Caen do Tyne. 22 maja 1917 roku także w rejonie Whitby na pozycji (54°30′N 0°29′E/54,500000 0,483333) dowodzony przez Krausego okręt zatopił największą w swojej historii jednostkę przeciwnika. Był to zbudowany w 1889 roku brytyjski statek parowy „Lanthorn” o pojemności 2299 BRT. Następnego dnia 2 mile na wschód od Seaham UB-41 zaatakował norweski parowiec „Monarch” o pojemności 1318 BRT. Statek został zbudowany w stoczni Wigham Richardson w Newcastle w 1878 roku i przewoził pak węglowy z portu Tees (obecnie Middlesbrough) do Saint-Nazaire. W czasie ataku śmierć poniosło 10 członków załogi.
W czerwcu 1917 roku okręt odbywał patrol u wybrzeży Szkocji. 12 czerwca na pozycji (57°05′N 1°55′E/57,083333 1,916667) zatrzymał i zatopił brytyjski kuter żaglowy „Alwyn” o pojemności 73 BRT. Następnego dnia 4 mile na południowy wschód od Cove Bay zatopił niewielki brytyjski parowiec „Silverburn” o pojemności 284 BRT. 14 czerwca UB-41 storpedował i zatopił duński statek „Angantyr” o pojemności 1359 BRT.
8 września 1917 roku 4 mile na południowy wschód od Whitby UB-41 storpedował brytyjski statek „Harrow” o pojemności 1777 BRT. Pochodzący z 1900 roku statek płynął z Granton (obecnie przedmieście Edynburga) do Londynu z ładunkiem węgla. W czasie ataku zginęło 2 członków załogi.
13 września 1917 roku okręt został skierowany do służby w V Flotylli (U-boote des Marinekorps U-Flotille V).). Wtedy też nastąpiła zmiana na stanowisku dowódcy jednostki, jej nowym dowódcą został porucznik Max Ploen.
Na początku października okręt patrolował wschodnie wybrzeże hrabstwa North Yorkshire. 3 października 5 mil od Scarborough storpedował brytyjski parowiec „Clydebrae” o pojemności 502 BRT, płynący z Calais do Middlesbrough. Statek nie został zatopiony, ale w wyniku ataku śmierć poniosło 5 członków załogi. 5 października 1917 roku na północ od Scarborough UB-41 wszedł na minę. Wszyscy członkowie załogi zginęli. Ich symboliczny grób znajduje się na cmentarzu wojennym w Heikendorf.